# 布勒傑什蒂鄉 (瓦斯盧伊縣)
46°08′14″N 28°00′47″E / 46.13722°N 28.01306°E
布勒傑什蒂鄉（羅馬尼亞語：Comuna Blăgești, Vaslui），是羅馬尼亞的鄉份，位於該國東北部，由瓦斯盧伊縣負責管轄，面積48平方公里，海拔高度187米，2007年人口1,629，人口密度每平方公里34人。